# 夏ざかりほの字組
「夏ざかりほの字組」（なつざかりほのじぐみ）は、1985年7月21日に田原俊彦と研ナオコがToshi & Naoko名義でリリースしたシングル。田原のシングルとしては23作目に当たる。

## 背景
日本テレビ系『カックラキン大放送!!』など各局の音楽番組で共演していた、田原と研とで企画されたデュエット曲である。
この曲の発売から19年後の2004年に、デュエット曲「恋すれどシャナナ」を発売したが、この時の歌手名義は「田原俊彦＆研ナオコ」である。

## ディスクジャケット
本曲は研、田原ともに初の特製ハードペーパースリーブ仕様となっている。

## リリース
1985年7月21日に、キャニオン・レコードから7インチレコードとして発売された。当時二人ともキャニオン・レコードに所属していたが、田原はNAVレーベルに配属していた。
同年9月5日に、ポニーからカセットシングルとして再発売された。特典として「フリ付けカード」が封入されていた。
アルバム初収録は、研ナオコのアルバム『Deep』である。田原名義の作品は、1989年に発売されたベストアルバム『Thank You, for GLORIOUS HITS36 in 10years』に収録されている。

## テレビ番組での披露
研ナオコ自身、TBSテレビ『ザ・ベストテン』にランクインするのは、1982年の「夏をあきらめて」以来3年ぶり4曲目となった。

## 収録曲
| 全作詞: 阿久悠、全作曲: 筒美京平。 |                      |        |            |                  |
| #                                  | タイトル             | 作詞   | 作曲・編曲 | 編曲             |
| 1.                                 | 「夏ざかりほの字組」 | 阿久悠 | 筒美京平   | 新川博           |
| 2.                                 | 「バカンス・ゲーム」 | 阿久悠 | 筒美京平   | 新川博・新田一郎 |